# Dialekt zilski
Dialekt zilski (słoweń. ziljsko narečje, ziljščina) – dialekt słoweński należący do grupy dialektów karynckich, używany w dolinie rzeki Gail, (słoweń. Zilja).

## Cechy językowe
Do szczególnych cech fonetycznych dialektu zilskiego należą:
- częste zachowywanie rezonansu nosowego, szczególnie przed zwarto-szczelinową č, np. srènča < *sъręťa[2],
- zachowanie grup *dl i *tl, np. krìdu̯o, jẹ̀du̯a, šídu̯o < psł. *kridlo, *jedla, *šidlo wobec słoweń. lit. krilo, jela, šilo[3],
- skrócenie zgłosek długich w niekońcowej sylabie zamkniętej i zachowanie długości w sylabach otwartych, np. zƀíez-da > zƀìəzda : sríəda[1],
- przejście v przed samogłoskami i oraz e przechodzi w spółgłoskę dwuwargową szczelinową dźwięczną ƀ, np. ƀẹ́rȁ, zƀìəzda < psł. *věra, zvězda, wobec słoweń. lit. vera, zvezda[1],
- typowa dla dialektów karynckich wtórna palatalizacja tylnojęzykowych k, g, χ przed samogłoskami przednimi e oraz i do č, j i š, np. rọ́če ‘ręki’, nȉščẹ ‘niski’, nojệ ‘nogi’, múše ‘muchy’, strašî ‘strachy’[4].

W morfologii wyróżniającymi tę gwarę cechami są:
- tryb warunkowy typu bésem, bési, bé ‘bym, byś, by’, powstały z kontaminacji aorystycznego *bě- i sem (czas teraźniejszy słowa posiłkowego biti ‘być’)[1],
- skontrahowane formy zaimków dzierżawczych typu tu̯a, su̯a, mu̯a, znane już z Zabytków fryzyńskich[1],
- zachowanie przedrostka *vy-, który w dialekcie zilskim brzmi ƀə-, np. ƀəlèngu̯a, ƀíu̯až < psł. *vylęgla, *vylazъ[1].

Wiele z tych cech, jak zachowanie grup *dl i *tl czy przedrostka *vy-, wiążą dialekt zilski z językami zachodniosłowiańskimi, a zarazem odróżniają od reszty obszaru południowosłowiańskiego.